# Gerardo Espinoza
Gerardo Espinoza Ahumada (Guamúchil, 31 ottobre 1981) è un allenatore di calcio ed ex calciatore messicano, di ruolo centrocampista, tecnico del Tampico Madero.